# Junior World Rally Championship 2002
La stagione 2002 del Junior World Rally Championship è stata la seconda edizione della serie di supporto al campionato del mondo rally dedicata ai giovani piloti; è iniziata il 18 gennaio con il Rally di Monte Carlo e si è conclusa il 17 novembre con il Rally di Gran Bretagna.

## Riepilogo
La serie proseguì sulla falsariga dell'edizione inaugurale senza alcun cambio regolamentare.
Il titolo venne vinto dallo spagnolo Daniel Solà alla guida di una Citroën Saxo S1600, affiancato dai copiloti David Moreno, unicamente nel Rally di Monte Carlo, e Álex Romaní nelle restanti gare; Solà conquistò l'alloro di categoria all'ultimo appuntamento stagionale in Gran Bretagna, sopravanzando l'italiano Andrea Dallavilla, già secondo nel 2001, il quale conduceva la classifica generale sino alla gara precedente.

## Calendario
| Tappa | Data            | Rally                                               | Sede                                                                                                 | Superficie   |
| ----- | --------------- | --------------------------------------------------- | --- | ------------ |
| 1     | 18-20 gennaio   | 70ème Rallye Automobile de Monte-Carlo              | 18 gennaio: Digne-les-Bains, Provenza-Alpi-Costa Azzurra 19/20 gennaio: Monaco, Principato di Monaco | Asfalto/Neve |
| 2     | 22-24 marzo     | 38º Rallye Catalunya-Costa Brava - Rallye de España | Lloret de Mar, Catalogna                                                                             | Asfalto      |
| 3     | 14-16 giugno    | 49th Acropolis Rally                                | Itea, Grecia Centrale                                                                                | Sterrato     |
| 4     | 23-25 agosto    | 21. ADAC Rallye Deutschland                         | Treviri, Renania-Palatinato                                                                          | Asfalto      |
| 5     | 20-22 settembre | 44º Rallye Sanremo - Rallye d'Italia                | Sanremo, Liguria                                                                                     | Asfalto      |
| 6     | 14-17 novembre  | 58th Network Q Rally of Great Britain               | Cardiff, Galles                                                                                      | Sterrato     |

## Iscritti
| Costruttori | Auto                  | Squadre | Nº | Piloti              | Copiloti             | Gare   |
| ----------- | --------------------- | ------- | -- | ------------------- | -------------------- | ------ |
| Citroën     | Citroën Saxo S1600    | -       | 51 | Andrea Dallavilla   | Giovanni Bernacchini | Tutte  |
| Citroën     | Citroën Saxo S1600    | -       | 56 | Jussi Välimäki      | Tero Gardemeister    | Tutte  |
| Citroën     | Citroën Saxo S1600    | -       | 62 | Janne Tuohino       | Petri Vihavainen     | Tutte  |
| Citroën     | Citroën Saxo S1600    | -       | 65 | Daniel Solà         | David Moreno         | 1      |
| Citroën     | Citroën Saxo S1600    | -       | 65 | Daniel Solà         | Álex Romaní          | 2–6    |
| Citroën     | Citroën Saxo S1600    | -       | 66 | Mirco Baldacci      | Maurizio Barone      | Tutte  |
| Citroën     | Citroën Saxo S1600    | -       | 70 | Sven Haaf           | Michael Kölbach      | 1–2, 4 |
| FIAT        | Fiat Punto S1600      | -       | 53 | Giandomenico Basso  | Luigi Pirollo        | Tutte  |
| FIAT        | Fiat Punto S1600      | -       | 58 | Christian Chemin    | Simone Scattolin     | Tutte  |
| FIAT        | Fiat Punto S1600      | -       | 64 | Gianluigi Galli     | Guido D'Amore        | 1–5    |
| FIAT        | Fiat Punto S1600      | -       | 73 | Albert Llovera      | Marc Corral          | 1–5    |
| FIAT        | Fiat Punto S1600      | -       | 77 | Paco Francisco Roig | Joan Sureda          | 1–2    |
| FIAT        | Fiat Punto S1600      | -       | 60 | Nicola Caldani      | Dario D'Esposito     | 3–5    |
| Ford        | Ford Puma S1600       | -       | 55 | François Duval      | Jean-Marc Fortin     | Tutte  |
| Ford        | Ford Puma S1600       | -       | 57 | Alejandro Galanti   | Xavier Amigó         | Tutte  |
| Ford        | Ford Puma S1600       | -       | 63 | Martin Rowe         | Chris Wood           | Tutte  |
| Ford        | Ford Puma S1600       | -       | 67 | Daniel Carlsson     | Per Karlsson         | 1      |
| Ford        | Ford Puma S1600       | -       | 67 | Daniel Carlsson     | Mattias Andersson    | 2–6    |
| Ford        | Ford Puma S1600       | -       | 72 | Marc Blázquez       | Oriol Julià Pascual  | 1–2    |
| Ford        | Ford Puma S1600       | -       | 76 | Alexander Foss      | Claire Mole          | 1      |
| Ford        | Ford Puma S1600       | -       | 76 | Alexander Foss      | Cato Menkerud        | 2–4    |
| Ford        | Ford Puma S1600       | -       | 76 | Alexander Foss      | Richard Pashley      | 5–6    |
| Ford        | Ford Puma S1600       | -       | 78 | Roger Feghali       | Nicola Arena         | 1–5    |
| MG          | MG ZR S1600           | -       | 61 | Gwyndaf Evans       | Chris Patterson      | Tutte  |
| Opel        | Opel Corsa S1600      | -       | 52 | Niall McShea        | Michael Orr          | Tutte  |
| Opel        | Opel Corsa S1600      | -       | 54 | Martin Stenshorne   | Clive Jenkins        | 3–4    |
| Opel        | Opel Corsa S1600      | -       | 70 | Sven Haaf           | Michael Kölbach      | 5–6    |
| Peugeot     | Peugeot 206 S1600     | -       | 54 | Martin Stenshorne   | Jakke Honkanen       | 1–2    |
| Peugeot     | Peugeot 206 S1600     | -       | 60 | Nicola Caldani      | Sauro Farnocchia     | 1–2    |
| Peugeot     | Peugeot 206 S1600     | -       | 71 | David Doppelreiter  | Thomas Lettner       | 1–2    |
| Peugeot     | Peugeot 206 S1600     | -       | 71 | David Doppelreiter  | Ola Fløene           | 4–5    |
| Suzuki      | Suzuki Ignis S1600    | -       | 59 | Juha Kangas         | Mika Ovaskainen      | 1      |
| Suzuki      | Suzuki Ignis S1600    | -       | 59 | Juha Kangas         | Jani Laaksonen       | 2–6    |
| Suzuki      | Suzuki Ignis S1600    | -       | 68 | Nikolaus Schelle    | Gerhard Weiss        | 1–3    |
| Suzuki      | Suzuki Ignis S1600    | -       | 68 | Nikolaus Schelle    | Tanja Geilhausen     | 4–6    |
| Suzuki      | Suzuki Ignis S1600    | -       | 75 | Kazuhiro Niwa       | Kohei Kusaka         | 1–2    |
| Suzuki      | Suzuki Ignis S1600    | -       | 75 | Kazuhiro Niwa       | Tatsuya Ideue        | 3–4    |
| Suzuki      | Suzuki Ignis S1600    | -       | 75 | Kazuhiro Niwa       | Gerhard Weiss        | 5      |
| Suzuki      | Suzuki Ignis S1600    | -       | 75 | Kazuhiro Niwa       | Akihiko Takahashi    | 6      |
| Volkswagen  | Volkswagen Polo S1600 | -       | 69 | Kosti Katajamäki    | Lasse Hirvijärvi     | 1–2    |
| Volkswagen  | Volkswagen Polo S1600 | -       | 69 | Kosti Katajamäki    | Jakke Honkanen       | 3–6    |
| Fonti:      |                       |         |    |                     |                      |        |

## Risultati
| Gara | Nome rally                                                                    | Vincitori | Vincitori                              | Vincitori                    | Vincitori | Statistiche | Statistiche           | Statistiche | Statistiche | Statistiche |
| Gara | Nome rally                                                                    | Nº        | Pilota e copilota                      | Squadra                      | Tempo     | Speciali    | Lunghezza             | Partiti     | Arrivati    |             |
| ---- | ----------------------------------------------------------------------------- | --------- | -------------------------------------- | ---------------------------- | --------- | ----------- | --------------------- | ----------- | ----------- | ----------- |
| 1    | 70ème Rallye Automobile de Monte-Carlo (18-20 gennaio) — Resoconto            | 55        | François Duval Jean-Marc Fortin        | privato (Ford Puma S1600)    | 4h25'06"2 | (15) 14     | (388,38 km) 351,65 km | 27          | 9           |             |
| 2    | 38º Rallye Catalunya-Costa Brava - Rallye de España (22-24 marzo) — Resoconto | 65        | Daniel Solà Álex Romaní                | privato (Citroën Saxo S1600) | 3h52'11"5 | (18) 15     | (394,98 km) 348,12 km | 26          | 14          |             |
| 3    | 49th Acropolis Rally (14-16 giugno) — Resoconto                               | 62        | Janne Tuohino Petri Vihavainen         | privato (Citroën Saxo S1600) | 5h04'27"8 | (16) 15     | (391,50 km) 374,16 km | 23          | 6           |             |
| 4    | 21. ADAC Rallye Deutschland (23-25 agosto) — Resoconto                        | 65        | Daniel Solà Álex Romaní                | privato (Citroën Saxo S1600) | 4h10'39"6 | (23) 22     | (415,57 km) 393,27 km | 25          | 9           |             |
| 5    | 44º Rallye Sanremo - Rallye d'Italia (20-22 settembre) — Resoconto            | 51        | Andrea Dallavilla Giovanni Bernacchini | privato (Citroën Saxo S1600) | 4h28'26"4 | 18          | 385,84 km             | 24          | 16          |             |
| 6    | 58th Network Q Rally of Great Britain (14-17 novembre) — Resoconto            | 65        | Daniel Solà Álex Romaní                | privato (Citroën Saxo S1600) | 4h03'06"6 | (17) 16     | (390,57 km) 367,45 km | 19          | 6           |             |

Legenda: Nº = Numero di gara.

## Classifica

### Punteggio
Il sistema di punteggio era lo stesso del campionato principale.
| Posizione finale | 1ª | 2ª | 3ª | 4ª | 5ª | 6ª |
| Punti            | 10 | 6  | 4  | 3  | 2  | 1  |

### Classifica piloti
| Pos. | Pilota             | MON | CAT | ACR | GER | SAN | GBR | Punti |
| ---- | ------------------ | --- | --- | --- | --- | --- | --- | ----- |
| 1    | Daniel Solà        | Rit | 1   | 4   | 1   | 3   | 1   | 37    |
| 2    | Andrea Dallavilla  | Rit | 2   | 2   | 2   | 1   | 6   | 29    |
| 3    | Janne Tuohino      | Rit | 5   | 1   | Rit | 10  | 4   | 15    |
| 4    | Giandomenico Basso | Rit | 3   | Rit | 7   | 2   | 3   | 14    |
| 5    | Nicola Caldani     | 2   | Rit | 3   | Rit | 4   |     | 13    |
| 6    | François Duval     | 1   | 6   | Rit | Rit | 6   | Rit | 12    |
| 7    | Niall McShea       | Rit | Rit | Rit | Rit | 11  | 2   | 6     |
| 8    | Nikolaus Schelle   | 6   | 8   | Rit | 3   | 7   | Rit | 5     |
| 9    | Gianluigi Galli    |     | 4   | Rit | Rit | 5   |     | 5     |
| 10   | Roger Feghali      | 3   | Rit | Rit | Rit | 8   |     | 4     |
| 11   | Martin Rowe        | Rit | 10  | 5   | 5   | Rit | Rit | 4     |
| 12   | Daniel Carlsson    | 4   | Rit | Rit | Rit | Rit | Rit | 3     |
| 13   | Mirco Baldacci     | Rit | Rit | Rit | 4   | 13  | Rit | 3     |
| 14   | David Doppelreiter | 5   | 9   |     | Rit | Rit |     | 2     |
| 15   | Jussi Välimäki     | Rit | Rit | Rit | Rit | 9   | 5   | 2     |
| 16   | Alexander Foss     | 7   | Rit | 6   | Rit |     | Rit | 1     |
| 17   | Kosti Katajamäki   | Rit | Rit | Rit | 6   | Rit | Rit | 1     |
| Pos. | Pilota             | MON | CAT | ACR | GER | SAN | GBR | Punti |

| Colore  | Risultato                |
| ------- | ------------------------ |
| Oro     | Vincitore                |
| Argento | 2º posto                 |
| Bronzo  | 3º posto                 |
| Verde   | Finito a punti           |
| Blu     | Finito senza punti       |
| Blu     | Non classificato (NC)    |
| Viola   | Ritirato (Rit)           |
| Nero    | Squalificato (SQ)        |
| Nero    | Escluso (ES)             |
| Bianco  | Non ha gareggiato        |
| Bianco  | Iscrizione ritirata (WD) |
| Bianco  | Non partito (NP)         |
| Bianco  | Gara cancellata (C)      |